# Joelia
Joelia is een restaurant in Rotterdam en heeft sinds 2016 een Michelinster. Het restaurant dat in 2015 werd opgericht door Mario Ridder, werd in 2024 overgenomen door gastheer Pieter Timmer.

## Locatie
Het restaurant is gevestigd in de plint van het Hilton Hotel in het centrum van Rotterdam. Het hotel is gesitueerd op de hoek van de straten Coolsingel en Weena. Het biedt uitzicht op het Hofplein en de gelijknamige fontein. Het gebouw, dat sinds 2016 een Rijksmonument is, opende in 1963 naar ontwerp van Huig Maaskant. Voor het restaurant de deuren opende zat er onder andere een VVV-kantoor in het pand.

## Geschiedenis

### Tijdperk Ridder
Chef-kok Mario Ridder deed tijdens zijn opleiding ervaring op bij onder meer De Kersentuin en De Bokkedoorns, beiden gelegen in Noord-Holland en onderscheiden met een Michelinster. In 1997 ging Ridder aan de slag als sous-chef onder Cees Helder bij Parkheuvel in Rotterdam. Het werd in zijn tijd, als eerste restaurant in Nederland, onderscheiden met drie Michelinsterren.
In 2006 volgde Erik van Loo, op dat moment chef-kok van De Zwethheul in Schipluiden chef-kok, Cees Helder op als chef van Parkheuvel. Mario Ridder maakte de overstap, volgde Van Loo op en werd chef-kok van Zwethheul. Ridder wist de twee Michelinsterren te behouden. Hij nam op 13 januari 2009 De Zwethheul over van eigenaar Cees Wiltschut. Het restaurant sloot op 8 januari 2015 en werd opgevolgd door restaurant Aan de Zweth van chef-kok Joris Peters.
Ridder vertrok met zijn hele team naar het centrum van Rotterdam om hier een nieuw restaurant te starten. Joelia opende op 16 februari 2015. Het restaurant kreeg in de gids voor 2016 een Michelinster. GaultMillau kende het restaurant in 2025, 17 van de 20 punten toe. De Nederlandse restaurantgids Lekker heeft Joelia ook al jaren hoog in hun top 100 staan. Vanaf 2018 staat Joelia op verschillende plaatsen in de top 20, de hoogste notering is plaats 8 van beste restaurants in Nederland in 2018, in 2023 stonden zij op de 16e plaats.

### Tijdperk Timmer
Mario Ridder droeg per 1 januari 2024 het restaurant over aan Pieter Timmer, die er gastheer werd. Pieter Timmer deed ervaring op bij onder andere Michelinsterrenzaken Niven en ’t Ganzenest in Rijswijk. Souschef Sofiane Bons volgde Ridder op als chef van Joelia. Hij werkte onder andere bij Parkheuvel en Pure C. De notering in de GaultMillau-gids verviel met de overname, in het opvolgende jaar kwam Joelia terug in de gids met een score van 17/20. In oktober 2024 ontving Joelia onder de nieuwe leiding opnieuw een Michelinster en Bons werd onderscheiden met de Young Chef Award 2024.